# Esico von Ballenstedt
Esico (auch Esiko oder Esichos; * um 990/1000; † nach 1059, vermutlich 1060) war Graf im Schwaben-, Harz- und Hardagau. Er ist der früheste namentlich bekannte Vorfahre der Askanier.

## Leben
Esico war ein Sohn eines namentlich nicht bekannten Vaters (Adalbert), der Vogt der Klöster Nienburg und Hagenrode war, und einer namentlich nicht bekannten Tochter (Hidda) des Markgrafen Hodo I. der Ostmark. Ob Uta, Ehefrau von Markgraf Ekkehard II. von Meißen und Hazecha, Äbtissin des Stifts Gernrode seine Schwestern waren, ist unsicher.
Er wurde 1036 erstmals in einer Urkunde König Konrads II. erwähnt. Darin wurde er wie in allen weiteren Urkunden nur als Graf (comes Hesicho) ohne weiteren Zusatz bezeichnet. Nur der Annalista Saxo im 13. Jahrhundert bezeichnete ihn als Esicus de Ballenstide.
Wahrscheinlich um 1043 gründete er ein Kollegiatstift St. Pancratius und Abundus auf der Burg Ballenstedt.
Das Gebiet seiner Grafschaft ist nur ungefähr bekannt. Es lag im Schwaben-, Harz- und Hardagau.
Esico hatte wahrscheinlich über seine Mutter Allodien in verschiedenen Gebieten geerbt, die Grafenrechte in diesen Gebieten gingen jedoch nicht vollständig auf ihn über. Teilweise werden Besitzungen im slawischen Gebiet östlich der Elbe angenommen.
Esico wurde insgesamt neunmal in Urkunden seiner Zeit genannt, zuletzt 1059. Da die letzte urkundliche Erwähnung auf das Jahr 1059 datiert ist, ist davon auszugehen, dass Esico kurz darauf verstarb, vermutlich im Jahre 1060.

## Ehe und Nachkommen
Esiko war wahrscheinlich mit Mathilde, Tochter von Herzog Hermann II. von Schwaben, verheiratet.
Kinder waren
- Otto
- Adalbert II., Graf von Ballenstedt
- Adelheid ⚭ Thiemo, Edler von Schraplau (nähere Angaben zu beiden nicht bekannt)